# Red Hot Riding Hood
Red Hot Riding Hood és un curtmetratge d'animació, dirigit per Tex Avery i estrenat el 8 de maig de 1943 per Metro-Goldwyn-Mayer. El 1994 va aparèixer al setè lloc de la llista 50 Greatest Cartoons, realitzada gràcies als vots de diversos especialistes en l'animació.

## Trama
La història comença com una versió comuna de La Caputxeta Vermella (amb el llop que ja veierem a Dumb-Hounded, el curtmetratge on Droopy va fer la seua primera aparició), fins que els personatges es rebel·len davant dels papers avorrits i gastats que han d'interpretar.
Sorprès, el narrador accepta canviar el guió i comença novament la història d'una manera totalment diferent. Ara, la història pren part en un ambient urbà contemporani on la Caputxeta treballa a un club nocturn, el Llop és un faldiller i l'àvia és una perseguidora d'homes.
L'escena més coneguda és quan Caputxeta Vermella canta al club nocturn i el Llop reacciona salvatgement davant de l'actuació que realitza. La reacció era tan enèrgica que algunes parts van ser censurades. El final del curtmetratge va ser esborrat, ja que mostrava el casament per força del Llop amb l'àvia embarassada Caputxeta ameçant el Llop amb una escopeta.
La seqüència actual no és menys escandalosa per a qui pensa només en termes de moral puritana. Mostra l'àvia perseguint el Llop, que torna al club nocturn. Fart de les dones promet que es mataria abans de desitjar-ne una altra. Immediatament, apareix Caputxeta Vermella i el Llop compleix la seva promesa. El seu esperit es queda al club nocturn i reacciona de manera similar a com ho havia fet originalment.

## Altres versions
Avery va fer diverses seqüeles, incloent-hi Swing Shift Cinderella (1945), The Shooting of Dan McGoo i Wild & Woolfy (ambdues el 1945 i ambdues protagonitzades per Droopy), Uncle Tom's Cabaña (1947) i Little Rural Riding Hood (1949).
«Red» va aparèixer novament a la sèrie animada Tom and Jerry Kids, als dibuixos animats de Droopy & Dripple i Calaboose Cat, incloent-hi la sèrie Droopy, Master Detective. Va ser rebatejada com «Miss VaVoom» per als curtmetratges de Droopy & Dripple, i, als de Calaboose Cat, «Mystery Lady». Als curtmetratges de MGM feia de damisel·la en perill, mentre que el Llop i Droopy intentaven conquerir-la.

## Paròdies
- L'escena on l'àvia persegueix el Llop va inspirar la de Qui ha enredat en Roger Rabbit? on Lena Hyena persegueix Eddie Valiant.
- La famosa reacció del Llop va ser refeta a la pel·lícula La màscara on Stanley Ipkiss va al Coco Bongo com La Màscara. Assegut a una taula similar, reacciona de la mateixa manera quan veu per primera vegada al personatge de Cameron Diaz, fins i tot adopta les faccions d'un llop. L'alter-ego de La Màscara, Stanley Ipkiss, té una versió VHS del dibuix animat.